# 白雲型駆逐艦

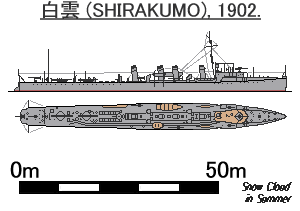
白雲型艦型図

白雲型駆逐艦（しらくもがたくちくかん）は、大日本帝国海軍の駆逐艦の艦級。第二期海軍拡張計画に基づき、明治33年度計画でイギリスのソーニクロフト社に2隻が発注され、1902年より順次に就役した。

## 設計
第一期海軍拡張計画に基いて建造された東雲型をもとに、排水量を若干増大するとともに機関出力の増加を図った発展型である。ボイラーは4基に増備され、蒸気性状も圧力16.2 kgf/cm2 (230 lbf/in2)に高圧化された。主機械も大型化されている。これに伴い、煙突は2本増やされて4本となった。海上公試では、白雲は31.819ノット、朝潮は31.058ノットを記録している。また暁型と同様、舵を釣合舵に改正した。
兵装は、同じ第二期海軍拡張計画で建造された暁型の構成・配置が踏襲されており、艦砲として司令塔上に40口径7.6cm砲（安式十二斤速射砲）1門、また副砲として40口径5.7cm砲（山内式六斤速射砲）を上甲板後端に1門と両舷に2門ずつ設置した。また魚雷については、上甲板後部の中心線上に2個の旋回台を設け、これに人力旋回式の45cm魚雷発射管を1門ずつ設置した。

## 同型艦

### 白雲（しらくも）
当初の艦名は第十五号駆逐艦。1901年10月1日に進水し「白雲」と命名。1902年（明治35年）2月13日、イギリス・ソーニクロフト社で竣工。同年2月27日、日本へ回航。同年5月30日、呉に到着。1922年（大正11年）4月1日、特務艇（二等掃海艇）に類別変更。1923年（大正12年）4月1日、雑役船に編入。1925年（大正14年）7月21日、豊後水道姫島沖で実艦標的として撃沈処分。

### 朝潮（あさしお／あさしほ）
当初の艦名は第十六号駆逐艦。1902年1月10日に進水し「朝潮」と命名。同年5月4日、イギリス・ソーニクロフト社で竣工。同年7月7日、日本へ回航。同年11月20日、横須賀に到着。1922年4月1日、特務艇（二等掃海艇）に類別変更。1923年4月1日、雑役船（標的船）に編入。1925年5月2日、廃船。1926年（大正15年）4月5日、売却。